# Brother on the Road Tour
Die Brother on the Road Tour war eine weltweite Konzerttournee der britischen Rockband Supertramp, mit der die Band ihr 1985 veröffentlichtes Studioalbum Brother Where You Bound vorstellte. Es war die erste Supertramp-Tournee ohne Sänger und Gründungsmitglied Roger Hodgson, der die Band 1983 verlassen hatte.

## Hintergrund
Die nach dem Ausstieg von Hodgson allein von Rick Davies angeführte Band Supertramp begann ihre Brother on the Road Tour am 23. September 1985 im kanadischen St. John’s (fast auf den Tag genau zwei Jahre nach dem Ende ihrer vorherigen Famous Last Words Tour) und beendete sie am 19. März 1986 in Berlin. Dabei gab die Gruppe insgesamt 91 Konzerte in Nordamerika und Europa. Trotz der Abwesenheit von Hodgson war die Tournee genau wie das Album Brother Were You Bound ein großer Erfolg beim Publikum, so spielten Supertramp gleich zu Beginn der Tournee drei ausverkaufte Konzerte im St. John’s Memorial Stadium und konnten auch Mitte Januar 1986 den Palais Omnisports de Paris-Bercy an fünf Abenden hintereinander füllen.
Die Konzerte in der Londoner Royal Albert Hall im März 1986, die von Supertramp als Benefiz-Konzerte zugunsten der Wohltätigkeitsorganisation The Prince’s Trust abgehalten wurden, fanden in Anwesenheit von Prinz Charles und Prinzessin Diana statt. Bei diesen Konzerten trat Bryan Adams im Vorprogramm auf.
Die verbliebenen Supertramp-Mitglieder Rick Davies, John Helliwell, Dougie Thomson und Bob Siebenberg wurden bei den Konzerten von vier zusätzlichen Gastmusikern unterstützt: dem Saxophonisten Scott Page, der die Band bereits auf der vorherigen Tournee begleitet hatte, den beiden Gitarristen Marty Walsh und Carl Verheyen, sowie Mark Hart, der neben Gitarre und Keyboards zusätzlichen Gesang beisteuerte. Bei mehreren Auftritten Ende Oktober/Anfang November 1985 sprang der Keyboarder Brad Cole für Hart ein, nachdem dieser wegen eines familiären Notfalls abberufen worden war.

## Liveaufnahmen
Das Konzert in Dallas am 10. November 1985 wurde von Westwood One Radio aufgenommen und auf mehreren FM-Radiostationen in den Vereinigten Staaten ausgestrahlt. Die Aufnahme kursiert als Bootleg unter Sammlern. Offizielle Liveaufnahmen dieser Tournee erschienen bisher nicht.

## Setlist
Da das Album Brother Where You Bound Supertramps stilistische Hinwendung zu weniger kommerziell orientiertem Material markierte, beschlossen die Bandmitglieder, sämtliche von Roger Hodgson geschriebene Hits wie Dreamer, The Logical Song, Breakfast in America, Take the Long Way Home oder Give a Little Bit aus ihrer Setliste zu streichen, um eine stärker von ihm unabhängige Identität zu etablieren. Das Publikum war jedoch über das Weglassen dieser Lieder verärgert, weshalb die Band bei ihrer nächsten Tournee zum Album Free as a Bird im Jahr 1988 die Hodgson-Hits wieder in ihr Set aufnahmen.

### Beispiel-Setlist
- Better Days
- Still in Love
- Put On Your Old Brown Shoes
- Bloody Well Right
- From Now On
- Cannonball
- Rudy
- Asylum
- Ain’t Nobody But Me
- No Inbetween
- Brother Where You Bound
- Just Another Nervous Wreck
- Goodbye Stranger
- I’m Your Hoochie Cooche Man
- I Just Want to Make Love to You
- Crime of the Century

## Tourdaten
| Nr.                 | Datum               | Stadt               | Land                | Veranstaltungsort                         | Anmerkungen                    |
| Leg 1 – Nordamerika | Leg 1 – Nordamerika | Leg 1 – Nordamerika | Leg 1 – Nordamerika | Leg 1 – Nordamerika                       | Leg 1 – Nordamerika            |
| ------------------- | ------------------- | ------------------- | ------------------- | ----------------------------------------- | ------------------------------ |
| 1                   | 23. September 1985  | St. John’s          | Kanada              | Memorial Stadium                          |                                |
| 2                   | 24. September 1985  | St. John’s          | Kanada              | Memorial Stadium                          |                                |
| 3                   | 25. September 1985  | St. John’s          | Kanada              | Memorial Stadium                          |                                |
| 4                   | 27. September 1985  | Halifax             | Kanada              | Metro Centre                              |                                |
| 5                   | 28. September 1985  | Moncton             | Kanada              | Coliseum                                  |                                |
| 6                   | 29. September 1985  | Fredericton         | Kanada              | Aitken University Centre                  |                                |
| 7                   | 2. Oktober 1985     | Bloomington         | Vereinigte Staaten  | Assembly Hall                             |                                |
| 8                   | 4. Oktober 1985     | Kalamazoo           | Vereinigte Staaten  | Wings Stadium                             |                                |
| 9                   | 5. Oktober 1985     | Buffalo             | Vereinigte Staaten  | Memorial Auditorium                       |                                |
| 10                  | 6. Oktober 1985     | Lake Placid         | Vereinigte Staaten  | Center for the Arts                       |                                |
| 11                  | 7. Oktober 1985     | Worcester           | Vereinigte Staaten  | Centrum Center                            |                                |
| 12                  | 9. Oktober 1985     | Troy                | Vereinigte Staaten  | Houston Field House                       |                                |
| 13                  | 11. Oktober 1985    | Philadelphia        | Vereinigte Staaten  | Spectrum                                  |                                |
| 14                  | 12. Oktober 1985    | Fairfax             | Vereinigte Staaten  | Patriot Center                            |                                |
| 15                  | 13. Oktober 1985    | Hampton             | Vereinigte Staaten  | Coliseum                                  |                                |
| 16                  | 14. Oktober 1985    | New Haven           | Vereinigte Staaten  | Veterans Memorial Coliseum                |                                |
| 17                  | 16. Oktober 1985    | New York City       | Vereinigte Staaten  | Radio City Music Hall                     |                                |
| 18                  | 18. Oktober 1985    | Cambridge           | Vereinigte Staaten  | Kresge Auditorium                         |                                |
| 19                  | 19. Oktober 1985    | Ottawa              | Kanada              | Civic Centre                              |                                |
| 20                  | 21. Oktober 1985    | Quebec City         | Kanada              | Le Colisée                                |                                |
| 21                  | 22. Oktober 1985    | Montréal            | Kanada              | Forum                                     |                                |
| 22                  | 24. Oktober 1985    | Toronto             | Kanada              | Maple Leaf Gardens                        |                                |
| 23                  | 25. Oktober 1985    | Hartford            | Vereinigte Staaten  | Civic Center                              |                                |
| 24                  | 26. Oktober 1985    | Kitchener           | Kanada              | Memorial Auditorium                       |                                |
| 25                  | 27. Oktober 1985    | Detroit             | Vereinigte Staaten  | Joe Louis Arena                           |                                |
| 26                  | 29. Oktober 1985    | Rosemont            | Vereinigte Staaten  | Rosemont Horizon                          |                                |
| 27                  | 30. Oktober 1985    | Madison             | Vereinigte Staaten  | Dane County Veterans Memorial Coliseum    |                                |
| 28                  | 1. November 1985    | Milwaukee           | Vereinigte Staaten  | MECCA Arena                               |                                |
| 29                  | 2. November 1985    | Bloomington         | Vereinigte Staaten  | Met Center                                |                                |
| 30                  | 4. November 1985    | St. Louis           | Vereinigte Staaten  | Kiel Auditorium                           |                                |
| 31                  | 5. November 1985    | Kansas City         | Vereinigte Staaten  | Kemper Arena                              |                                |
| 32                  | 6. November 1985    | Norman              | Vereinigte Staaten  | Lloyd Noble Center                        |                                |
| 33                  | 8. November 1985    | Austin              | Vereinigte Staaten  | Frank Erwin Center                        |                                |
| 34                  | 9. November 1985    | Houston             | Vereinigte Staaten  | The Summit                                |                                |
| 35                  | 10. November 1985   | Dallas              | Vereinigte Staaten  | Convention Center                         |                                |
| 36                  | 12. November 1985   | Rosemont            | Vereinigte Staaten  | Rosemont Horizon                          |                                |
| 37                  | 15. November 1985   | Calgary             | Kanada              | Olympic Saddledome                        |                                |
| 38                  | 17. November 1985   | Vancouver           | Kanada              | Pacific Coliseum                          |                                |
| 39                  | 18. November 1985   | Seattle             | Vereinigte Staaten  | Center Coliseum                           |                                |
| 40                  | 20. November 1985   | Universal City      | Vereinigte Staaten  | Universal Amphitheatre                    |                                |
| 41                  | 21. November 1985   | Universal City      | Vereinigte Staaten  | Universal Amphitheatre                    |                                |
| 42                  | 22. November 1985   | Universal City      | Vereinigte Staaten  | Universal Amphitheatre                    |                                |
| 43                  | 23. November 1985   | Costa Mesa          | Vereinigte Staaten  | Pacific Amphitheatre                      |                                |
| Leg 2 – Europa      |                     |                     |                     |                                           |                                |
| 44                  | 13. Januar 1986     | Caen                | Frankreich          | Parc des Expositions                      |                                |
| 45                  | 14. Januar 1986     | Paris               | Frankreich          | Palais Omnisport de Bercy                 |                                |
| 46                  | 15. Januar 1986     | Paris               | Frankreich          | Palais Omnisport de Bercy                 |                                |
| 47                  | 16. Januar 1986     | Paris               | Frankreich          | Palais Omnisport de Bercy                 |                                |
| 48                  | 17. Januar 1986     | Paris               | Frankreich          | Palais Omnisport de Bercy                 |                                |
| 49                  | 18. Januar 1986     | Paris               | Frankreich          | Palais Omnisport de Bercy                 |                                |
| 50                  | 20. Januar 1986     | Toulouse            | Frankreich          | Palais des Sports                         |                                |
| 51                  | 21. Januar 1986     | Toulouse            | Frankreich          | Palais des Sports                         |                                |
| 52                  | 22. Januar 1986     | Bordeaux            | Frankreich          | Patinoire de Mériadeck                    |                                |
| 53                  | 23. Januar 1986     | Nantes              | Frankreich          | Parc des Expositions de la Beaujoire      |                                |
| 54                  | 25. Januar 1986     | San Sebastián       | Spanien             | Velódromo de Anoeta                       |                                |
| 55                  | 27. Januar 1986     | Bilbao              | Spanien             | Pabellón Municipal de Deportes La Casilla |                                |
| 56                  | 28. Januar 1986     | Madrid              | Spanien             | Palacio de los Deportes                   |                                |
| 57                  | 30. Januar 1986     | Barcelona           | Spanien             | Palau Municipal d’Esports                 |                                |
| 58                  | 31. Januar 1986     | Avignon             | Frankreich          | Parc des Expositions de Châteaublanc      |                                |
| 59                  | 1. Februar 1986     | Lausanne            | Schweiz             | Halle des Fêtes                           |                                |
| 60                  | 3. Februar 1986     | Nizza               | Frankreich          | Palais des Expositions                    |                                |
| 61                  | 4. Februar 1986     | Clermont-Ferrand    | Frankreich          | Maison des Sports                         |                                |
| 62                  | 5. Februar 1986     | Poitiers            | Frankreich          | Parc des Expositions                      |                                |
| 63                  | 6. Februar 1986     | Lille               | Frankreich          | Espace Foire                              |                                |
| 64                  | 8. Februar 1986     | Straßburg           | Frankreich          | Hall Rhénus                               |                                |
| 65                  | 9. Februar 1986     | Metz                | Frankreich          | Parc des Expositions                      |                                |
| 66                  | 10. Februar 1986    | Dijon               | Frankreich          | Palais des Congrès                        |                                |
| 67                  | 11. Februar 1986    | Lyon                | Frankreich          | Palais des Sports                         |                                |
| 68                  | 13. Februar 1986    | Rotterdam           | Niederlande         | Sportpaleis Ahoy’                         |                                |
| 69                  | 14. Februar 1986    | Frankfurt am Main   | Deutschland         | Festhalle                                 |                                |
| 70                  | 15. Februar 1986    | Hamburg             | Deutschland         | Alsterdorfer Sporthalle                   |                                |
| 71                  | 16. Februar 1986    | Bremen              | Deutschland         | Stadthalle                                |                                |
| 72                  | 18. Februar 1986    | Brüssel             | Belgien             | Forest National                           |                                |
| 73                  | 19. Februar 1986    | Saarbrücken         | Deutschland         | Saarlandhalle                             |                                |
| 74                  | 21. Februar 1986    | Passau              | Deutschland         | Nibelungenhalle                           |                                |
| 75                  | 22. Februar 1986    | Würzburg            | Deutschland         | Carl-Diem-Halle                           |                                |
| 76                  | 23. Februar 1986    | Friedrichshafen     | Deutschland         | Messehalle                                |                                |
| 77                  | 25. Februar 1986    | Düsseldorf          | Deutschland         | Philipshalle                              |                                |
| 78                  | 26. Februar 1986    | Dortmund            | Deutschland         | Westfalenhalle                            |                                |
| 79                  | 28. Februar 1986    | Zürich              | Schweiz             | Hallenstadion                             |                                |
| 80                  | 1. März 1986        | Ludwigshafen        | Deutschland         | Friedrich-Ebert-Halle                     |                                |
| 81                  | 2. März 1986        | Nürnberg            | Deutschland         | Messehalle                                |                                |
| 82                  | 4. März 1986        | München             | Deutschland         | Olympiahalle                              |                                |
| 83                  | 6. März 1986        | Stuttgart           | Deutschland         | Schleyerhalle                             |                                |
| 84                  | 8. März 1986        | London              | England             | Royal Albert Hall                         | Concert for The Prince’s Trust |
| 85                  | 10. März 1986       | London              | England             | Royal Albert Hall                         | Concert for The Prince’s Trust |
| 86                  | 11. März 1986       | Birmingham          | England             | National Exhibition Centre                |                                |
| 87                  | 13. März 1986       | Nizza               | Frankreich          | Palais des Expositions                    |                                |
| 88                  | 14. März 1986       | Bern                | Schweiz             | Festhalle                                 |                                |
| 89                  | 15. März 1986       | Bern                | Schweiz             | Festhalle                                 |                                |
| 90                  | 17. März 1986       | Kopenhagen          | Danemark            | Valby-Hallen                              |                                |
| 91                  | 19. März 1986       | Berlin              | Deutschland         | Deutschlandhalle                          |                                |

## Band
- Rick Davies: Gesang, Klavier, Wurlitzer electric piano, Hammondorgel, Mundharmonika
- John Helliwell: Saxophon, Klarinette, Synthesizer, Hammondorgel bei Ain’t Nobody But Me und Goodbye Stranger, Hintergrundgesang
- Dougie Thomson: Bass, Hintergrundgesang
- Bob Siebenberg: Schlagzeug, Percussion
- Mark Hart: Keyboards, Gitarre, Hintergrundgesang, Co-Gesang bei Rudy und Goodbye Stranger
- Marty Walsh: Gitarre, Hintergrundgesang
- Carl Verheyen: Gitarre, Hintergrundgesang
- Scott Page: Saxophon, Flöte, Hintergrundgesang